# ریبوویریا
ریبوویرا (نام علمی: Riboviria) نام یک دامنه از فرمانرو ویروس است.